# Tibouchina pendula
Tibouchina pendula là một loài thực vật có hoa trong họ Mua. Loài này được Cogn. miêu tả khoa học đầu tiên năm 1886.